# 圣雅克德图阿尔
圣雅克德图阿尔（法語：Saint-Jacques-de-Thouars，法語發音：[sɛ̃ ʒak də twaʁ]，意为“图阿尔的圣雅克”）是法国德塞夫勒省的一个市镇，属于布雷叙尔区。

## 地理
圣雅克德图阿尔（46°58'8"N, 0°13'17"W）面积5.55 平方千米，位于法国新阿基坦大区德塞夫勒省，该省份为法国西部内陆省份，北起曼恩-卢瓦尔省，西接旺代省，南至夏朗德省和滨海夏朗德省，东临维埃纳省。
与圣雅克德图阿尔接壤的市镇（或旧市镇、城区）包括：圣让德图阿尔、圖阿爾。

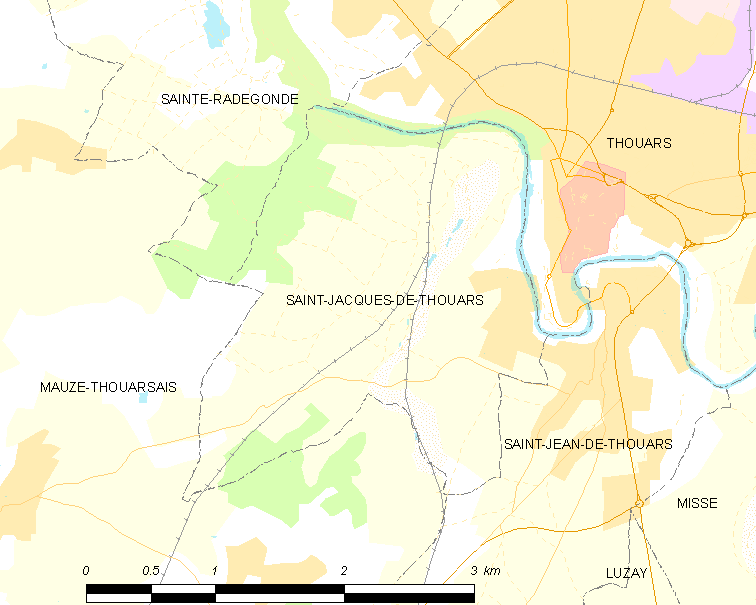
圣雅克德图阿尔的OSM定位图

圣雅克德图阿尔的时区为UTC+01:00、UTC+02:00（夏令时）。

## 行政
圣雅克德图阿尔的邮政编码为79100，INSEE市镇编码为79258。

## 政治
圣雅克德图阿尔所属的省级选区为图阿尔县。

## 人口

1962-2008年间圣雅克德图阿尔人口变化图示

圣雅克德图阿尔于2022年1月1日时的人口数量为423人。